# Rugby à sept à l'Universiade d'été de 2013
Navigation
Édition suivante
Les épreuves de rugby à sept à l'Universiade d'été de 2013 ont lieu au Tulpar Stadium à Kazan, du 14 au 17 juillet 2013. Elles sont organisées en tant que sport optionnel.
Les équipes masculine et féminine de Russie remportent la compétition, après avoir respectivement battu les équipes de France et d'Italie.

## Stade
Les épreuves se déroulent au Stade Tulpar, dans la ville de Kazan. Le Dinamo Stadium, dans la même ville, est quant à lui mis à disposition pour l'entraînement des joueurs.

## Équipes qualifiées
Vingt-six équipes nationales sont qualifiées pour disputer chacun des tournois, représentant un total de dix-huit nations.

### Tournoi masculin
- Afrique du Sud
- Belgique
- Brésil
- Canada
- France
- Géorgie
- Grande-Bretagne
- Italie
- Japon
- Lettonie
- Malaisie
- Namibie
- Pologne
- Roumanie
- Russie
- Ukraine

### Tournoi féminin
- Brésil
- Canada
- Chine
- États-Unis
- France
- Grande-Bretagne
- Italie
- Japon
- Russie
- Ukraine

## Résultats

### Tournoi masculin
Au terme de la compétition, la Russie remporte la médaille d'or contre la France.

### Tournoi féminin
Au terme de la compétition, la Russie remporte la médaille d'or contre l'Italie.

## Podiums
| Événement        | Or     | Argent | Bronze          |
| ---------------- | ------ | ------ | --------------- |
| Tournoi masculin | Russie | France | Grande-Bretagne |
| Tournoi féminin  | Russie | Italie | Canada          |

## Tableau des médailles
| Rang  | Nation          | Or | Argent | Bronze | Total |
| ----- | --------------- | -- | ------ | ------ | ----- |
| 1     | Russie          | 2  | 0      | 0      | 2     |
| 2     | France          | 0  | 1      | 0      | 1     |
| 2     | Italie          | 0  | 1      | 0      | 1     |
| 4     | Grande-Bretagne | 0  | 0      | 1      | 1     |
| 4     | Canada          | 0  | 0      | 1      | 1     |
| Total | Total           | 2  | 2      | 2      | 6     |